# Йоханес I фон Киркел
Йоханес I/Йохан I фон Киркел (на немски: Johannes I/Johann I, Herr zu Kirkel; * пр. 1242; † сл. 1271) е благородник от род Зирсберг в Херцогство Лотарингия, господар на Киркел в Саарланд.
Той е син на Алберт фон Зирсберг († 13 век) и съпругата му Мехтхилд фон Сарверден и Киркел, дъщеря на граф Хайнрих I фон Сарверден-Киркел († 1242) и Ирментруд фон Боланден († сл. 1256). Майка му е внучка на граф Лудвиг I фон Сарверден († сл. 1200) и Гертруд фон Дагсбург. Внук е на Арнулф фон Зирсберг († сл. 1180). Брат е на Арнолд фон Зирсберг († сл. 1270).
През 1242 г. умира граф Хайнрих I фон Сарверден-Киркел. Неговата собственост е поделена между графовете фон Саарверден и братята Арнолд и Йохан фон Зирсберг. Граф Лудвиг IV фон Сарверден († 1243) получава имотите на горен Саар. Брат му Арнолд фон Зирсберг получа бащиния му Зирсбург. Йохан получава половината от замък Киркел и през 1250 г. се нарича „фон Киркел“. Другата половина от Киркел е собственост на графовете фон Саарверден. Йохан и наследниците му, господарите на Киркел, притежават замъка до измирането на линията през 1386 г. Феодът Киркел отива обратно на империята.

## Фамилия
Йоханес I фон Киркел се жени за Елизабет фон Лихтенберг (* пр. 1264; † сл. 1271), дъщеря на Лудвиг I фон Лихтенберг († 1252) и Елизабет († 1271). Съпругата му е сестра на Конрад III († 1299), от 1273 г. епископ на Страсбург, и Фридрих I († 1306), от 1299 г. епископ на Страсбург. Те имат децата:
- Лудвиг I фон Киркел (* пр. 1278; † сл. 1311), господар на Монклер, женен I. за неизвестна, II. сл. 1300 г. за Ирменгард фон Майзембург († 14 октомври 1324), вдовица на Симон де Монтклер († 1297/1300), дъщеря на Валтер IV фон Майзембург († 1288) и Изабела де Ньофшато; имат два сина и дъщеря
- Йоханес II фон Киркел (* пр. 1278; † сл. 1304), женен за София фон Геролдсек (* пр. 1299; † сл. 1304)
- Якоб фон Киркел-Зирсберг († сл. 1320), неженен